# Nhân vật Wikimedia của năm
Nhân vật Wikimedia của năm (tiếng Anh: Wikimedian of the Year) là giải thưởng thường niên vinh danh các biên tập viên Wikipedia và những người khác có đóng góp cho các dự án Wikimedia nhằm nêu bật những thành tựu chính trong phong trào Wikimedia. Giải được đồng sáng lập Wikipedia là Jimmy Wales thành lập vào tháng 8 năm 2011. Wales lựa chọn và vinh danh người nhận giải tại hội nghị thường niên Wikimania của Wikimedia Foundation; ngoại trừ các năm 2020, 2021 và 2022 do hậu quả đại dịch COVID-19 nên tên người nhận được công bố tại buổi họp trực tuyến. Từ năm 2011 đến năm 2017, giải thưởng có tên là Nhân vật Wikipedia của năm (Wikipedian of the Year).
Năm 2011, danh hiệu đầu tiên được trao cho Rauan Kenzhekhanuly cho những đóng góp cho Wikipedia tiếng Kazakh. Năm 2012, giải được trao cho một biên tập viên gọi là "Demmy" vì đã tạo ra một con bot dịch 15.000 bài viết tiếng Anh ngắn sang tiếng Yoruba, một ngôn ngữ nói tại Nigeria. Năm 2013, Rémi Mathis của Wikimédia France và Wikipedia tiếng Pháp được xướng danh cho vai trò trong tranh cãi bài viết. Năm 2014, giải dành cho nhà báo Ukraina Ihor Kostenko, người tích cực quảng bá Wikipedia tiếng Ukraina trên các trang mạng xã hội và đã bị giết trong một cuộc bạo loạn. Wales vinh danh một nhân vật không tiết lộ danh tính vào năm 2015 và hy vọng một ngày nào đó sẽ nói về câu chuyện người đó. Năm 2016, giải thưởng chung đầu tiên đã được gửi tới Emily Temple-Wood và Rosie Stephenson-Goodknight cho những nỗ lực chống lại nạn quấy rối trên Wikipedia và gia tăng nội dung về phụ nữ. Những người nhận khác bao gồm Felix Nartey, Farhad Fatkullin và Emna Mizouni.
Ngoài giải thưởng chính, Susanna Mkrtchyan và Satdeep Gill là những người đầu tiên nhận được Vinh dự nhắc tên (Honorable mention) năm 2015. Năm 2021 có thêm các giải Người mới của năm (Newcomer of the Year), Giải Wikimedia (Wikimedia Laureate), Đóng góp công nghệ của năm (Tech Contributor of the Year) và Đóng góp phương tiện của năm (Media Contributor of the Year).

## Danh sách người nhận
| Năm  | Hình ảnh                                                                            | Người nhận                  | Dự án chính                 | Lý do | Gc     |
| ---- | ----------------------------------------------------------------------------------- | --------------------------- | --------------------------- | --- | ------ |
| 2011 | Người đàn ông tóc ngắn với áo sơ mi chấm bi đỏ đang mỉm cười.                       | Rauan Kenzhekhanuly         | Wikipedia tiếng Kazakh      | Kenzhekhanuly đã tuyển mộ được một cộng đồng ổn định để cải thiện Wikipedia tiếng Kazakh, trong một năm đã tăng từ 4 lên hơn 200 biên tập viên tích cực và 7.000 lên 130.000 bài viết. Wales đã bị các đồng nghiệp Wikipedia chỉ trích vì Kenzhekhanuly có quan hệ với chính quyền Kazakhstan. Năm 2015, Wales bày tỏ trên Reddit rằng không hề biết về các chức vụ trước đây của Kenzhekhanuly trong chính phủ Kazakhstan và nếu biết Kenzhekhanuly sẽ trở thành phó thống đốc tỉnh Kyzylorda, ông đã "từ chối trao giải".            | -      |
| 2012 | —                                                                                   | "Demmy"                     | Wikipedia tiếng Yoruba      | "Demmy" tạo nên con bot dịch 15.000 bài viết tiếng Anh ngắn sang tiếng Yoruba, một ngôn ngữ nói ở Nigeria. | [ 2 ]  |
| 2013 | Người đàn ông tóc ngắn khoác áo đen đeo kính.                                       | Rémi Mathis                 | Wikipedia tiếng Pháp        | Mathis là chủ tịch hội đồng quản trị Wikimédia France và bảo quản viên Wikipedia tiếng Pháp, đã nhận được vinh dự này khi giữ vai trò trong những tranh cãi quanh bài viết tiếng Pháp Đài phát thanh quân sự Pierre-sur-Haute (Station hertzienne militaire de Pierre-sur-Haute). | -      |
| 2014 | Người đàn ông mặc áo cam sọc xanh                                                   | Ihor Kostenko               | Wikipedia tiếng Ukraina     | Nhà hoạt động Euromaidan Kostenko là biên tập viên Wikipedia tiếng Ukraina và tích cực quảng bá trên mạng xã hội. Kostenko bị giết trong bạo loạn ngày 20 tháng 2 năm 2014 và được truy tặng sau đó. | -      |
| 2015 | —                                                                                   | không tiết lộ               | Wikimedia Commons           | Wales công bố một biên tập viên người Venezuela nhưng giữ kín danh tính (in pectore) và mong muốn ngày nào đó có thể nêu rõ lý do mà không gây nguy hiểm cho người nhận. | [ 9 ]  |
| 2016 | Người phụ nữ mặc áo lam ngọc và mỉm cười.                                           | Emily Temple-Wood           | Wikipedia tiếng Anh         | Những người nhận giải chung đầu tiên cho nỗ lực chống lại nạn quấy rối trên Wikipedia và gia tăng nội dung về phụ nữ. Temple-Wood đã khởi tạo gần 400 bài viết và cải thiện hàng trăm bài viết khác, trong đó nhiều bài viết về các nữ khoa học gia, sức khỏe của phụ nữ và LGBT. Stephenson-Goodknight đã cải thiện hơn 3.000 bài viết, đồng khởi tạo không gian chào đón những người mới đóng góp vào trang, đồng sáng lập các dự án tiếp cận phụ nữ như "WikiWomen's User Group", "WikiProject Women" và chiến dịch "Women in Red". | -      |
| 2016 | Người phụ nữ mặc áo đen, đeo hoa tai và mỉm cười.                                   | Rosie Stephenson-Goodknight | Wikipedia tiếng Anh         | Những người nhận giải chung đầu tiên cho nỗ lực chống lại nạn quấy rối trên Wikipedia và gia tăng nội dung về phụ nữ. Temple-Wood đã khởi tạo gần 400 bài viết và cải thiện hàng trăm bài viết khác, trong đó nhiều bài viết về các nữ khoa học gia, sức khỏe của phụ nữ và LGBT. Stephenson-Goodknight đã cải thiện hơn 3.000 bài viết, đồng khởi tạo không gian chào đón những người mới đóng góp vào trang, đồng sáng lập các dự án tiếp cận phụ nữ như "WikiWomen's User Group", "WikiProject Women" và chiến dịch "Women in Red". | -      |
| 2017 | Người đàn ông da đen tóc ngắn mỉm cười.                                             | Felix Nartey                | Wikipedia tiếng Anh         | Nartey nhận giải vì nội dung bổ sung cho quê hương Ghana của mình và dẫn dắt một số sáng kiến để thúc đẩy tầm quan trọng của việc biên tập Wikipedia. Trong lời đề cử, Wales nói rằng Nartey đã giữ vai trò dẫn đầu trong việc tổ chức hội nghị Wiki Indaba lần thứ 2 năm 2017 tại Accra, cũng như xây dựng cộng đồng địa phương tại châu Phi. | [ 14 ] |
| 2018 | Người đàn ông mặc áo sơ mi xanh và mỉm cười.                                        | Farhad Fatkullin            | Wikipedia tiếng Tatar       | Năm 2009, Fatkullin tham gia Phong trào Wikimedia. Fatkullin tự mô tả mình là người "yêu Wikipedia tiếng Tatar". Từ năm 2015, Fatkullin đóng góp cho Wikipedia bằng các phương ngữ Nga, bao gồm tiếng Tatar. | [ 15 ] |
| 2019 | Người phụ nữ tóc ngắn đen pha cam đội mũ lam đậm và trắng, mỉm cười trước ống kính. | Emna Mizouni                | Wikipedia tiếng Ả Rập       | Năm 2013, Mizouni tham gia thành lập tổ chức phi chính phủ Carthagina để nâng cao nhận thức về di sản lịch sử Tunisia. Mizouni bắt đầu đóng góp cho các dự án Wikimedia năm 2013 qua Wiki Loves Monuments. Mizouni cũng giúp tổ chức nhiều hội nghị Wikimedia lớn, bao gồm khai mạc WikiArabia và đồng chủ trì trong ủy ban chương trình Wikimania 2018. Năm 2016, Mizouni tham gia Ủy ban Liên kết và trở thành phó chủ tịch Ủy ban năm 2018.                                                                                         | [ 16 ] |
| 2020 |                                                                                     | Sandister Tei               | Wikipedia tiếng Anh         | Tei tích cực đóng góp cho những bài viết Wikipedia về Đại dịch COVID-19 tại Ghana. | [ 1 ]  |
| 2021 |                                                                                     | Alaa Najjar                 | Wikipedia tiếng Ả Rập       | Najjar được vinh danh tại hội nghị Wikimania 2021 tổ chức trực tuyến, cho những đóng góp tại Wikipedia tiếng Ả Rập về các dự án y tế, đặc biệt là dự án COVID-19. | [ 17 ] |
| 2022 |                                                                                     | Olga Paredes                | Wikipedia tiếng Tây Ban Nha | Paredes đã được vinh danh tại hội nghị ảo Wikimania 2022 vì vai trò lãnh đạo trong các cộng đồng như Wikimujeres và Wikimedistas de Bolivia, đồng thời khuyến khích người khác phát triển phong trào Wikimedia, đặc biệt là với phụ nữ. | [ 18 ] |

## Vinh dự nhắc tên
| Năm  | Hình ảnh | Người nhận        | Dự án chính                                      | Lý do | Gc     |
| ---- | -------- | ----------------- | ------------------------------------------------ | --- | ------ |
| 2015 |          | Susanna Mkrtchyan | Wikipedia tiếng Armenia                          | Mkrtchyan là thành viên ban giám đốc từ Wikimedia tiếng Armenia. Mkrtchyan được trao thưởng cho các hoạt động wiki ngoại tuyến như "Một người Armenia - Một bài viết", chiến dịch biên tập và dự án trại thanh niên nhằm hỗ trợ các biên tập viên mới của Armenia.                                                                   | [ 19 ] |
| 2015 |          | Satdeep Gill      | Wikipedia tiếng Punjab                           | Gill là người Ấn Độ đóng góp cho Wikipedia tiếng Punjab, được trao thưởng vì khuyến khích mọi người tại trường đại học của mình tham gia sửa đổi Wikipedia tiếng Punjab, biến nó trở thành Wikipedia ngữ hệ Ấn phát triển nhanh nhất trong năm.                                                                                      | [ 9 ]  |
| 2016 |          | Mardetanha        | Wikipedia tiếng Ba Tư                            | Mardetanha đã tạo ra "Thư viện Wikipedia" phiên bản tiếng Ba Tư giúp các biên tập viên tìm nguồn dẫn cho bài viết. Ba nhà xuất bản ủng hộ bằng cách cho các biên tập viên quyền truy cập nghiên cứu vào sản phẩm của mình. | [ 20 ] |
| 2016 |          | Vassia Atanassova | Wikipedia tiếng Bulgaria                         | Atanassova thành lập cuộc thi "#100wikidays" thách thức các biên tập viên mỗi ngày tạo một bài viết Wikipedia trong một trăm ngày. Hơn 120 người tham gia và một phần ba số đó hoàn thành cuộc thi. | [ 20 ] |
| 2017 | -        | Diego Gómez       | -                                                | Sinh viên Colombia bị truy tố vì vi phạm bản quyền khi chia sẻ một bài học thuật trên mạng, sau đó được tuyên bố trắng án. | -      |
| 2018 |          | Nahid Sultan      | Wikipedia tiếng Bengal                           | Sultan là thành viên tích cực của Wikimedia Bangladesh. | -      |
| 2018 |          | Jess Wade         | Wikipedia tiếng Anh                              | Wade là nhà vật lý học đã bắt đầu nỗ lực hàng năm trời để tạo ra các bài viết trên Wikipedia về những nhà khoa học và kỹ sư "đại diện tốt hơn cho phụ nữ và người da màu". Tính đến tháng 2 năm 2020, Wade đã có hơn 900 bài viết mới.                                                                                               | -      |
| 2021 |          | Netha Hussain     | Wikipedia tiếng Anh và Wikipedia tiếng Malayalam | Là nhân viên y tế gốc Ấn Độ, Netha đã có những đóng góp vô giá cho nội dung y tế trên các dự án Wikimedia, nỗ lực tập trung trong giai đoạn 2020-21 về nội dung COVID-19. Netha cũng khởi tạo dự án An toàn vắc-xin để xử lý những thông tin sai lệch xung quanh vắc xin COVID-19.                                                   | [ 28 ] |
| 2021 |          | Carmen Alcázar    | Wikipedia tiếng Tây Ban Nha                      | Alcázar được công nhận thu hẹp khác biệt giới trên Wikipedia tiếng Tây Ban Nha. | -      |
| 2022 |          | Anna Torres       | Wikipedia tiếng Tây Ban Nha                      | Torres là Giám đốc Điều hành Wikimedia Argentina, nhưng hạng mục Vinh dự nhắc tên công nhận nỗ lực của Torres trong việc tạo ra mạng lưới hỗ trợ quốc tế để phát triển và xây dựng năng lực cho các cộng đồng khắp Châu Mỹ Latinh, cùng những đóng góp cho quy trình phong trào, chẳng hạn như Chiến lược Phong trào Wikimedia 2030. | [ 18 ] |

## Người mới của năm
| Năm  | Hình ảnh | Người nhận      | Dự án chính           | Lý do | Gc     |
| ---- | -------- | --------------- | --------------------- | --- | ------ |
| 2021 |          | Carma Citrawati | Wikisource tiếng Bali | Carma Citrawati là tác gia và nhà hoạt động văn học tiếng Bali, tham gia Wikimedia vào năm 2019 để giúp phát triển WikiPustaka (Wikisource tiếng Bali) thành thư viện nguồn tư liệu tiếng Bali. Carma đã đi đầu trong nỗ lực số hóa và dịch các bản thảo cổ tiếng Bali chép trên lá cọ.             | [ 31 ] |
| 2022 |          | Nkem Osuigwe    |                       | Mở tài khoản năm 2019, đến năm 2020, tiến sĩ Nkem Osuigwe giúp khởi đầu hợp tác với Thư viện và Hiệp hội Thông tin & Tổ chức Châu Phi (African Library and Information Associations & Institutions), làm việc với mạng lưới chuyên nghiệp hiện thời tạo ra hơn 27.000 sửa đổi và tiếp tục gia tăng. | [ 18 ] |

## Giải Wikimedia
Giải Danh hiệu năm thứ 20 (20th Year Honouree) được trao lần đầu năm 2021. Năm 2022, giải được đổi tên thành Giải Wikimedia (Wikimedia Laureate).
| Năm  | Hình ảnh | Người nhận       | Dự án chính                       | Lý do | Gc     |
| ---- | -------- | ---------------- | --------------------------------- | --- | ------ |
| 2021 |          | Lodewijk Gelauff | Wiki Loves Monuments              | Lodewijk là người có nhiều đóng góp, cố vấn cho nhiều thành viên Wikimedia và là tình nguyện viên cho nhiều nhóm và nỗ lực của các cộng đồng Wikipedia. Lodewijk là một trong những người khởi xướng Wiki Loves Monument, cuộc thi ảnh hàng năm trên Wikipedia về di sản văn hóa và dẫn dắt dự án này trong một thập kỷ. | -      |
| 2022 |          | Andrew Lih       |                                   | Andrew là một chuyên gia Wikipedia, tác giả, giáo sư, nhà hoạt động GLAM nổi tiếng quốc tế và cộng tác viên lâu năm của Wikimedia. Những việc Andrew đã làm truyền cảm hứng cho các cá nhân và nhóm trong phong trào Wikimedia, đặc biệt là ở Bắc Mỹ và khu vực ESEAP.                                                   | [ 18 ] |
| 2022 |          | Deror Lin        | Wikipedia tiếng Hebrew, Wikimania | Deror là thành viên đóng góp tích cực từ khi thành lập Wikipedia, lượng đóng góp lớn, lên tới hơn 2% toàn bộ Wikipedia tiếng Hebrew. Ông nhiều lần tham gia thử thách 100wikidays đặc biệt ở Wikipedia tiếng Hebrew cùng hàng ngàn bức ảnh. Ông cũng là người tổ chức chính nhiều Wikimania.                             | [ 18 ] |

## Đóng góp công nghệ của năm
Giải Cách tân công nghệ (Tech Innovator) được trao lần đầu năm 2021. Năm 2022, giải được đổi tên thành Đóng góp công nghệ của năm (Tech Contributor of the Year).
| Năm  | Hình ảnh | Người nhận     | Dự án chính                                        | Lý do | Gc     |
| ---- | -------- | -------------- | -------------------------------------------------- | --- | ------ |
| 2021 |          | Jay Prakash    | Hỗ trợ, phát triển Công nghệ thông tin và phần mềm | Prakash cung cấp hỗ trợ kỹ thuật cho các cộng đồng Ấn Độ địa phương, sửa lỗi, xây dựng các công cụ mới và truyền bá tiếp cận kỹ thuật trên Wikimedia. | [ 35 ] |
| 2022 | —        | Taavi Väänänen |                                                    | Taavi là người đóng góp tình nguyện quan trọng cho Dịch vụ Đám mây Wikimedia (Wikimedia Cloud Services), bao gồm Toolforge và Cloud VPS, những phần cơ sở hạ tầng quan trọng cho phép thành viên cộng đồng lưu trữ bot, công cụ và các dự án phần mềm liên quan đến Wikimedia khác. Anh ấy cũng giúp duy trì tiện ích mở rộng CentralAuth MediaWiki, cho phép người dùng sử dụng một tài khoản duy nhất trên tất cả các trang Wikimedia công cộng. | [ 18 ] |

## Đóng góp phương tiện của năm
Giải Phương tiện đa dạng (Rich Media) được trao lần đầu năm 2021. Năm 2022, giải được đổi tên thành Đóng góp phương tiện của năm (Media Contributor of the Year). 
| Năm  | Hình ảnh | Người nhận     | Dự án chính       | Lý do | Gc     |
| ---- | -------- | -------------- | ----------------- | --- | ------ |
| 2021 |          | Ananya Mondal  | Wikimedia Commons | Được biết đến với cái tên Butterfly Wikimedian (thành viên Wikimedia Bướm), Mondal bắt đầu dự án Wiki Loves Butterfly vào năm 2016 sau khi nhận ra không có bài viết nào về bướm trên Wikipedia tiếng Bengal là tiếng mẹ đẻ của mình. Dự án tiếp tục bổ sung thông tin và hình ảnh về bướm, đặc biệt là các loài ở phía đông và đông bắc Ấn Độ. | -      |
| 2022 |          | Annie Rauwerda |                   | Annie sử dụng phương tiện truyền thông mạng xã hội để truyền bá thông tin về các dự án và cộng đồng Wikimedia nhằm hỗ trợ họ. Annie lập tài khoản Depths of Wikipedia hiện có hơn 1,5 triệu người theo dõi trên Instagram, Twitter và TikTok.                                                                                                   | [ 18 ] |